# Samuel Finley Breese Morse
Samuel Finley Breese Morse, ameriški slikar in izumitelj, * 27. april 1791, Charlestown, Massachusetts, † 2. april 1872, New York City, New York.
Morse je izumil telegraf in skupaj z Alfredom Vailom razvil morsejevo abecedo, ki je z zapisom kodiranih črk in številk omogočila hiter prenos sporočil na daljše razdalje.

## Otroštvo in šolanje
Samuel Morse se je rodil v Charlestownu kot prvi otrok pastorju in geografu Jedidiahu Morsu (1761–1826) in Elizabeth Ann Finley Breese (1766–1828). Pri devetih letih je začel šolanje na Philips Academy v Andovru in s štirinajstimi leti nadaljeval študij na univerzi Yalle, kjer je študiral filozofijo in matematiko, prav tako pa se je udeleževal predavanj o elektrotehniki, ki sta jih vodila Benjamin Siliman in Jeremiah Day. V času študija se je preživljal s slikanjem portretov.

## Slikarstvo
Ko se je leta 1810 vrnil v rodni Charlestown, je želel nadaljevati kariero kot slikar, vendar je njegov oče vztrajal, naj postane založnik. Nekaj let kasneje pa sta starša le popustila in tako je šolanje nadaljeval v Londonu na Kraljevi akademiji umetnosti, kjer je dobil številne napotke znanih angleških slikarjev. V tem obdobju so nastala dela, kot sta Judgment of Jupiter in Dying Hercules. Leta 1815 se je Morse vrnil v Ameriko,v Bostonu odprl studio in nadaljeval poklicno pot kot slikar. Kmalu se je poročil s Susan Walker, s katero je imel tri otroke. Med drugim je risal portret Marquisa de Lafayetta, ki je bil eden izmed glavnih francoskih podpornikov ameriške revolucije. Med slikanjem njegovega portreta pa je prejel očetovo pismo, v katerem mu je povedal za nenadno bolezen žene Susan. Morse se je nemudoma odpravil domov v New Haven, vendar ko je prišel domov, je bila njegova žena že mrtva. Razočaran nad smrtjo in počasnim prenosom sporočil je pričel razvijati idejo o hitri komunikaciji, ki bi delovala tudi na dolge razdalje.

## Telegraf in morsejeva abeceda
Telegraf je bil izumljen že leta 1774, vendar je bil le nepraktična naprava s šestindvajsetimi žičkami, kjer je vsaka pripadala eni črki abecede. Vse se je spremenilo leta 1832, ko je Morse po pogovoru z znanstevnikom Charlesom Thomasom Jacksonom, ki ga je seznanil z elektromagnetizmom, domislil ideje o enožičnem telegrafu. Pri izdelavi prvega telegrafa mu je pomagal Leonard Gale, profesor znanosti.  Prvi Morsov telegraf je bil narejen leta 1837 in je omogočal komunikacijo s pomočjo kratkih in dolgih znakov, danes znana kot morsejeva abeceda. Telegraf je tako omogočil hitro in učinkovito komuniciranje na dolge razdalje.

## Smrt
Leta 1848 se je v New Yourku poročil s Sarah Elizabeth Griswold, s katero sta kasneje imela štiri otroke. Samuel Morse je zaradi pljučnice umrl 2. aprila 1872 v New Yourku.